# Валютный демпинг
Валю́тный де́мпинг — экспорт товаров по сниженным ценам (относительно мировых), что осуществляется через снижение валютных курсов. При валютном демпинге экспортёр, покупая товары на внутреннем рынке и продавая их по низким ценам, покупает твёрдую валюту и обменивает её на большее  количество национальной валюты.